# 阿尔弗耶 (安德尔省)
阿尔弗耶（法語：Arpheuilles，法語發音：[aʁfœj]）是法国安德尔省的一个市镇，位于该省西部，属于沙托鲁区。

## 地理
阿尔弗耶（46°54'0"N, 1°16'40"E）面积22.49 平方千米，位于法国中央-卢瓦尔河谷大区安德尔省，该省份为法国中部省份，北起卢瓦-谢尔省，西北接安德尔-卢瓦尔省，西南接维埃纳省，南至克勒兹省和上维埃纳省，东临谢尔省。
与阿尔弗耶接壤的市镇（或旧市镇、城区）包括：克利永、安德尔河畔帕吕欧、圣热姆、圣热努、索尔奈、维利耶。

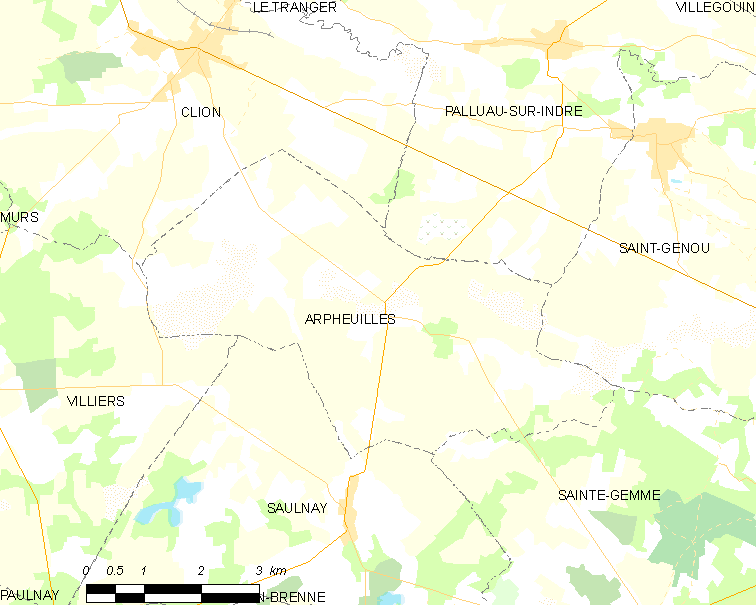
的OSM定位图

阿尔弗耶的时区为UTC+01:00、UTC+02:00（夏令时）。

## 行政
阿尔弗耶的邮政编码为36700，INSEE市镇编码为36008。

## 政治
阿尔弗耶所属的省级选区为比藏赛县。

## 人口

1962-2008年间人口变化图示

阿尔弗耶于2022年1月1日时的人口数量为238人。